# Alexandre Serfiotis
Alexandre Augustus Serfiotis ou simplesmente Alexandre Serfiotis (Resende, 29 de novembro de 1975) é um médico e político brasileiro, filiado ao Movimento Democrático Brasileiro. Foi eleito deputado federal em 2014 e reeleito em 2018.. Foi também eleito como Prefeito de Porto Real em 2020 e reeleito em 2024.

## Biografia
É formado em Medicina pela Universidade Iguaçu (1993-1999) e pós-graduado em cardiologia pela Universidade Federal do Estado do Rio de Janeiro (Unirio) (2000-2002). Atuou como médico cardiologista pela Prefeitura Municipal de Resende (2002-2013); foi Aspirante a Oficial do Exército Brasileiro, em Itatiaia (2003-2008); médico cardiologista na Clínica Resencor, em Resende (2003-2005); e Secretário de Saúde de Porto Real (2009-2012).
Foi eleito deputado federal em 2014, para a 55.ª legislatura (2015-2019), pelo Partido Social Democrático (PSD), sendo reeleito em 2018. Posteriormente, mudou-se para o PMDB (2016-2018); ficou sem-partido e retornou ao PSD em 2018.
Como deputado federal, votou a favor da admissibilidade do processo de impeachment de Dilma Rousseff. Já durante o Governo Michel Temer, votou a favor da PEC do Teto dos Gastos Públicos. Em abril de 2017 foi favorável à Reforma Trabalhista.  Em agosto de 2017 esteve ausente na votação do recebimento da denúncia contra o presidente Michel Temer, no processo em que se pedia abertura de investigação, e que poderia lhe afastar da presidência da república.
Faz parte da Bancada Evangélica e é membro da Igreja Fazei Discípulos de Resende.